# عمارت

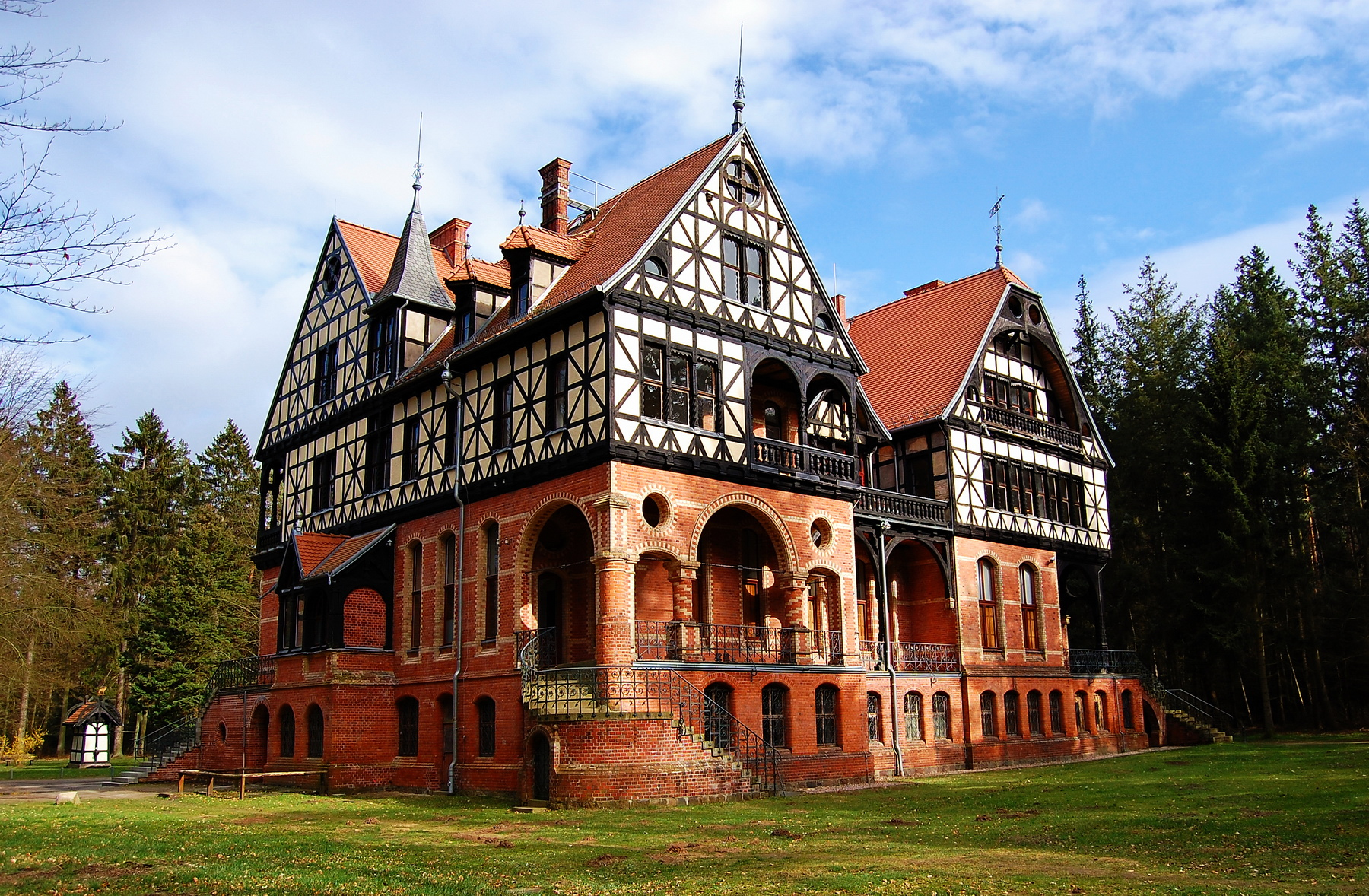
ملک اربابی گلبنساد در نزدیکی روستوک، آلمان که در ۱۸۸۵ ساخته شده است.

عمارت (انگلیسی: Mansion) خانه مسکونی بسیار بزرگ را گویند. ریشه کلمه از فرانسوی قدیمی و از کلمه مانسیو در لاتین به معنای بزرگ است. معادل‌های دیگر آن می‌تواند کاخ یا قصر باشد.